# كريم سراج الدين
كريم سراج الدين (بالإنجليزية: Kareem Serageldin)‏، مصرفي مصري يعمل في الولايات المتحدة الأمريكية، عمل في السابق لدى بنك «كريدي سويس» السويسري للخدمات المالية في نيويورك، قبل أن يعتقل بتهمة الاحتيال في لندن، مع 2 آخران من فريقه، هما ديفيد هيجز وسلمان صدقي، ما ساعد في الأزمة من المالية العالمية.
وبعد سنوات من ملاحقة السلطات الأمريكية لـ«سراج الدين»، تمكنت من القبض عليه خارج السفارة الأمريكية بلندن في سبتمبر 2014، عندما كان يحاول التخلي عن جنسيته الأمريكية حتى يتسنى له قضاء عقوبة مخففة في المملكة المتحدة، ووجهت لجنة الأمن والبورصة الأمريكية اتهامات للرجال الـ3 بالاحتيال.
وقالت صحيفة «نيويورك تايمز» الأمريكية، في تقرير لها بعنوان: «هل من المنطقي أن يذهب مصرفي واحد إلى السجن من أجل الأزمة المالية؟»: أكاذيب «سراج الدين» أسهمت في شطب 1.7 مليون جنيه إسترليني من نتائج الشركة النهائية لعام 2007، لكن الأكثر كارثية هو أن إخفاءه لفشل سوق الرهن العقاري الثانوي، تسبب في انهيار النظام المصرفي.
واعترف «سراج الدين» أمام المحكمة بالكذب حول قيمة تضخم الرهن العقاري والقروض في البنك من خلال إخفاء خسائر مديره الأسبق في البنك الذي كان يعمل فيه، والمقدرة بـ351 مليون جنيه إسترليني، مقابل مكافأة قدرها 4.5 مليون جنيه إسترليني، وحكم عليه بالسجن 30 شهرا، طارحة تساؤلات وشكوك بشأن إفلات المسؤولين عن الأزمة المالية من الحساب على أفعالهم، وعدم ملاحقة المملكة المتحدة للمتهمين في الأزمة المالية العالمية بالطريقة نفسها مثلما فعلت السلطات الأمريكية.
ويعتبر «سراج الدين» أول رجل في «وول ستريت» يواجه السجن على إثر الأزمة الاقتصادية العالمية.
ولد «سراج الدين» في مصر، وانتقل إلى الولايات المتحدة عندما كان طفلا، ودرس في جامعة ييل، واستغل حاجة سماسرة بنك «كريدي سويس» لتسعير الأوراق المالية، لكن عندما انخفضت قيمتها مع تراجع سوق الإسكان في الولايات المتحدة في عام 2007، قام هو وغيره بحجز أكبر كم ممكن من الرهون العقارية والسندات، ما جلب له مكاسب شخصية تقدر بحوالي 4.5 مليون جنيه إسترليني، ولهذا تم تعيينه في الشركة قبل أن تكتشف عملية الاحتيال التي قام بها، ما دفع بنك «كريدي سويس» إقالة الرجال الـ3 «كريم، ديفيد، وصدقى» من عملهم عام 2008.